# Jean-Baptiste Morgagni
Pour les articles homonymes, voir Morgagni.
Jean-Baptiste Morgagni, en italien, Giovanni Battista Morgagni, (Forlì 1682 - Padoue 1771), est un médecin italien du XVIIIe siècle, considéré comme l'initiateur de l'anatomopathologie moderne. Son œuvre principale est un recueil de 700 autopsies mises en rapport avec l'histoire de la maladie.

## Biographie

### Éducation
Il nait le 25 février 1682, à Forli, de Fabrice Morgagni et Marie Fornielli. Il perd son père à l'âge de six ans, mais sous l'éducation de sa mère, il se révèle extrêmement précoce et doué dans les Belles-Lettres, les langues savantes et la philosophie. À l'âge de 15 ans, il commence des études de médecine à l'Université de Bologne.
Il est remarqué par ses maîtres pour sa mémoire étonnante et la profondeur de son jugement ; entre autres par Antonio Maria Valsalva, disciple direct de Marcello Malpighi, et titulaire de la chaire d'anatomie. En 1699, à l'âge de 17 ans, Morgagni est admis à l'Accademia degli Inquieti, association libre de savants faisant des recherches expérimentales, qui deviendra l'Académie des sciences de l'institut de Bologne.
En 1701, il obtient son doctorat en médecine pour devenir l'assistant de Valsava. Il l'aide pour ses préparations anatomiques et le remplace lorsque celui-ci est en voyage. Morgagni exerce dans trois hôpitaux de Bologne, où il peut disséquer des cadavres.

### Carrière
En 1706, il publie à Bologne son premier ouvrage Adversaria anatomica prima qui lui procure aussitôt une célébrité européenne, mais ses prises de position en faveur des idées de Marcello Malpighi lui valent une hostilité académique locale.

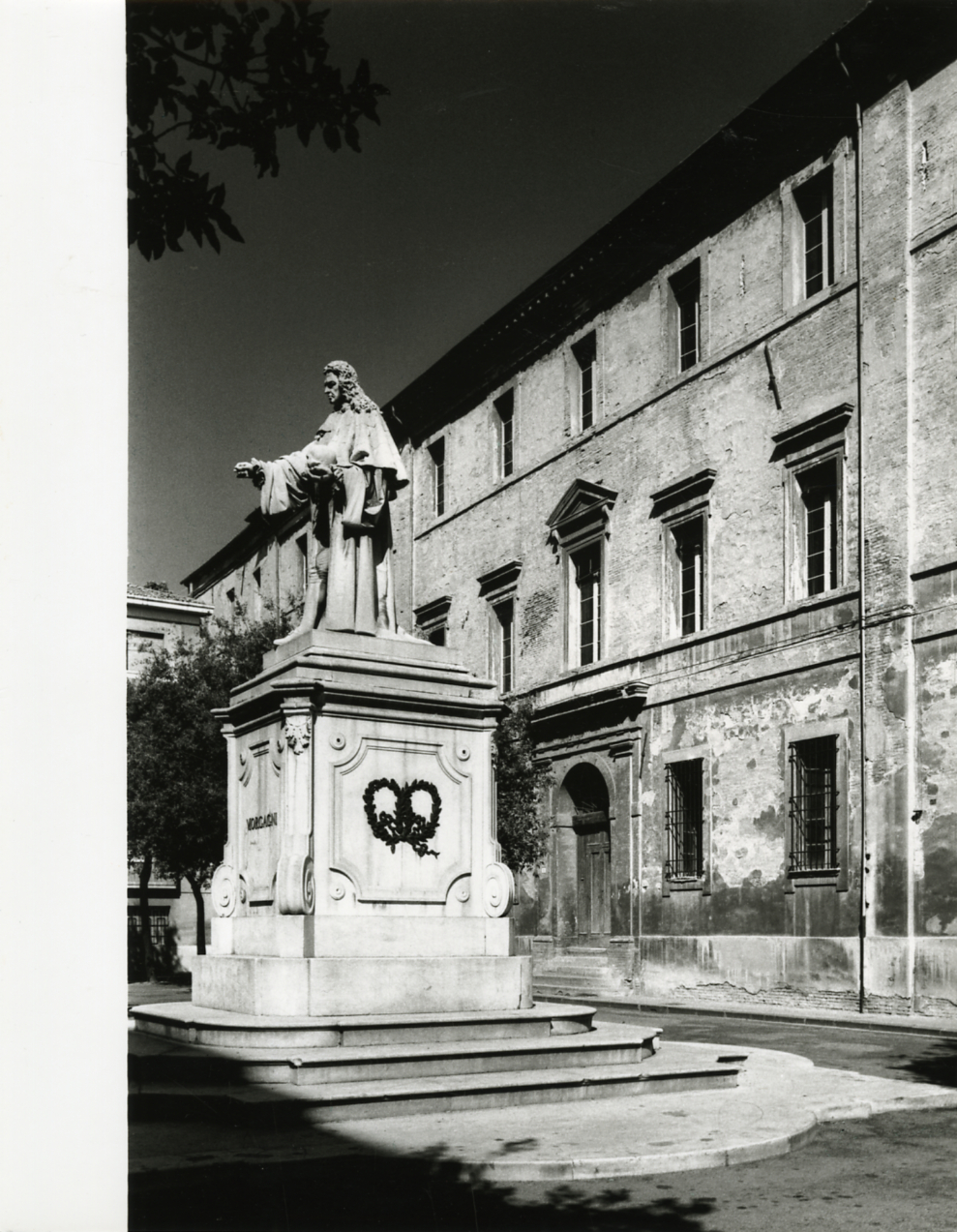
La statue de Morgagni dans le centre historique de Forli.

En 1707, il s'éloigne à Venise pour étudier la physique et pratiquer des dissections sous la conduite de Giovanni Domenico Santorini. Il se rend ensuite à l'Université de Padoue pour se perfectionner en médecine. Il y obtient une chaire vacante de médecine théorique en 1711, puis celle de la prestigieuse première chaire d'anatomie de Padoue en 1715, qu'il occupera jusqu'à sa mort en 1771.
Il acquiert ainsi une grande réputation par la qualité de ses leçons et l'amabilité de ses manières « il mettait tout le monde de son parti et il était impossible de lui refuser son amitié ». Dans les querelles anatomiques, « il attaque son adversaire avec modestie ».
Par l'étendue de ses travaux, il est admis à toutes les sociétés savantes : Paris, Londres, Berlin, Saint-Pétersbourg… Tous les princes qui voyagent en Italie lui rendent visite comme Charles-Emmanuel III, Joseph II ; les papes comme Clément XI, Clément XII et Benoît XIV ; les savants comme Lorenz Heister, Herman Boerhaave, Daniel Leclerc…
Estimé des plus grands médecins de son temps, Morgagni devient l'arbitre des disputes médicales, chacun cherchant à l'avoir de son côté. La ville de Forli l'honora de son vivant en plaçant son buste, avec inscription dédicatoire, dans le palais municipal.
Morgagni meurt le 5 décembre 1771, à plus de 89 ans, sans jamais avoir cessé ses recherches anatomopathologiques. De son épouse Paola Vergieri, noble demoiselle de Forli, il eut quinze enfants, dont huit lui survécurent.
Son successeur est Leopold Caldani.

## Travaux

### Contexte
Depuis André Vésale (1514-1561), l'anatomie est devenue un savoir nécessaire à la pratique médicale. Durant le XVIIe siècle, des anatomistes s'intéressent de plus en plus aux structures pathologiques qu'ils découvrent sur le cadavre, et sur leurs rapports éventuels avec les manifestations du corps malade vivant. C'est l'idée selon laquelle : 
« L'examen du cadavre d'un seul homme mort à la suite d'une maladie chronique est plus utile à la médecine que la dissection de dix pendus » (William Harvey).
Cette nouvelle approche est le fait d'auteurs tels que l'anglais Thomas Willis (1621-1675), le français Raymond Vieussens (1641-1715), les suisses Johann Wepfer (1620-1695) et surtout Théophile Bonet (1620-1689) avec son Sepulchretum, un recueil de 3 000 autopsies.
Ces recherches s'opposent aux doctrines vitalistes qui considèrent la maladie comme un phénomène global, holistique, affectant le corps humain tout entier, comme une lutte entre les forces vitales du corps (forces de guérison) et les forces pathologiques invisibles (vapeurs ou poisons) qui mènent à la mort.
Morgagni est un représentant des Lumières en Italie, il appartient aux milieux intellectuels de Bologne et de Padoue, où les études anatomiques sont favorisées par les Papes et les Princes depuis deux siècles, et où la médecine et la chirurgie n'ont jamais été complètement séparées.
Morgagni défend le courant anatomiste, il explique ainsi que celui qui « a disséqué ou examiné de nombreux cadavres a du moins appris à douter. Les autres, qui ne connaissent rien à l'anatomie et ne se donnent pas la peine de s'en occuper, n'ont pas le moindre doute ». D'un autre côté, dès 1700, Morgagni se déclare insatisfait du Sepulchretum de Théophile Bonnet, à cause de lacunes dans les index, de nombreuses inexactitudes et, surtout, à cause de l'insuffisance des liens entre l'anatomie et la clinique.
Conçue à l'origine, à l'âge de 18 ans, comme une simple correction et mise à jour du Sepulchretum, l'œuvre majeure de Morgagni sera publiée à l'âge de 79 ans.

### Œuvre majeure

De sedibus, 1765.

Selon Morgagni, l'examen anatomique post-mortem (autopsie) n'est d'aucune utilité si l'on ne connait pas l'anatomie du corps sain « selon nature ». Il faut savoir déceler ce qui, dans le cadavre, s'éloigne de la norme, et en quoi ces altérations ne sont pas dues à une décomposition post-mortem. De plus, cet examen anatomopathologique ne servirait aussi à rien, si on ne peut pas le comparer avec l'histoire clinique du vivant du patient.
En 1761, âgé de 79 ans, Jean-Baptiste Morgagni publie De Sedibus et causis morborum per anatomem indagatis (« Recherches anatomiques sur le siège et les causes des maladies ») originellement en latin et sans illustrations, plusieurs fois réédité et traduit en français (1765), anglais (1769) et allemand (1774).
Il s'agit du résultat de 60 ans de travaux, réalisés à partir de 700 autopsies. Pour chacune d'entre elles, il les met en rapport avec les données cliniques observées du vivant du sujet. Ces observations précisent l'âge, le sexe, le statut conjugal, la profession, les facteurs familiaux (hérédité éventuelle), le mode de vie et l'environnement du sujet.
Morgagni suit le classement de Théophile Bonnet, les chapitres se succèdent selon un ordre topographique des maladies, de la tête aux pieds. Selon la mode de l'époque, chaque chapitre se présente comme une lettre adressée à un gentilhomme anonyme. Pour Morgagni, le style épistolaire est une sorte de dissertation personnalisée, une œuvre de pédagogie qui s'adresse aux amateurs éclairés, aux étudiants aussi bien qu'aux savants. Pour le style, son modèle est Cicéron, mais son programme est celui d'un homme des Lumières : être accessible à tous, en répondant à la question quid juris ? (qu'en est-il en droit ?) que pose la science.
Le traité rapporte une extraordinaire masse d'informations et de commentaires érudits, reliés par quatre types de références croisées. Morgagni surpasse Bonnet par son savoir encyclopédique, son sens critique, et sa finesse d'observation.
Son œuvre se diffuse à toute l'Europe, elle se manifeste par la constitution de musées de pièces anatomiques à Pavie, Londres, Glasgow, Leyde et Paris. Morgagni pose ainsi les premiers principes de l'anatomie pathologique, en ouvrant la voie vers la méthode anatomoclinique,.

### Descriptions princeps
Il montre que des maladies sont localisées dans des organes spécifiques. Il est le premier à décrire l'anévrysme syphilitique, l'atrophie jaune du foie (redécouverte par Karel Rokitansky), les lésions tuberculeuses du rein, celles du cancer du poumon. Il est aussi le premier à décrire les symptômes de la maladie de Crohn sur un jeune homme de 20 ans, qu'une perforation de l'iléon terminal emporta.
Il y avait controverse sur le fait de savoir si la gonorrhée était distincte de la syphilis, Morgagni montre que les sujets ayant souffert de gonorrhée ne présentent pas de chancre caché à l'intérieur des voies génitales. C'est le début d'une différenciation du « mal vénérien ».
Il introduit le terme « tubercule » pour désigner les nodules du foie, ce qui entrainera une confusion entre l'hépatocarcinome et la cirrhose du foie.
Il décrit avec précision la lithiase biliaire, il explique sa formation par une irritation inflammatoire de la vésicule biliaire et une stase de la bile. Il note que sa fréquence augmente avec l'âge, la prépondérance féminine, et l'association avec une vie très sédentaire.
Il démontre que l'otite purulente n'est pas la conséquence ou la forme de guérison d'une suppuration intracrânienne, mais bien le contraire : l'otite purulente est la lésion initiale qui peut évoluer en une complication mortelle comme l'abcès du cerveau.
Il confirme le fait que dans l'apoplexie (accident vasculaire cérébral) la lésion cérébrale siège du côté opposé de l'hémiplégie correspondante.

### Critiques et limites
Dans le contexte des doctrines médicales du XVIIIe siècle, Morgagni peut apparaitre aussi bien comme un précurseur que comme un survivant. 

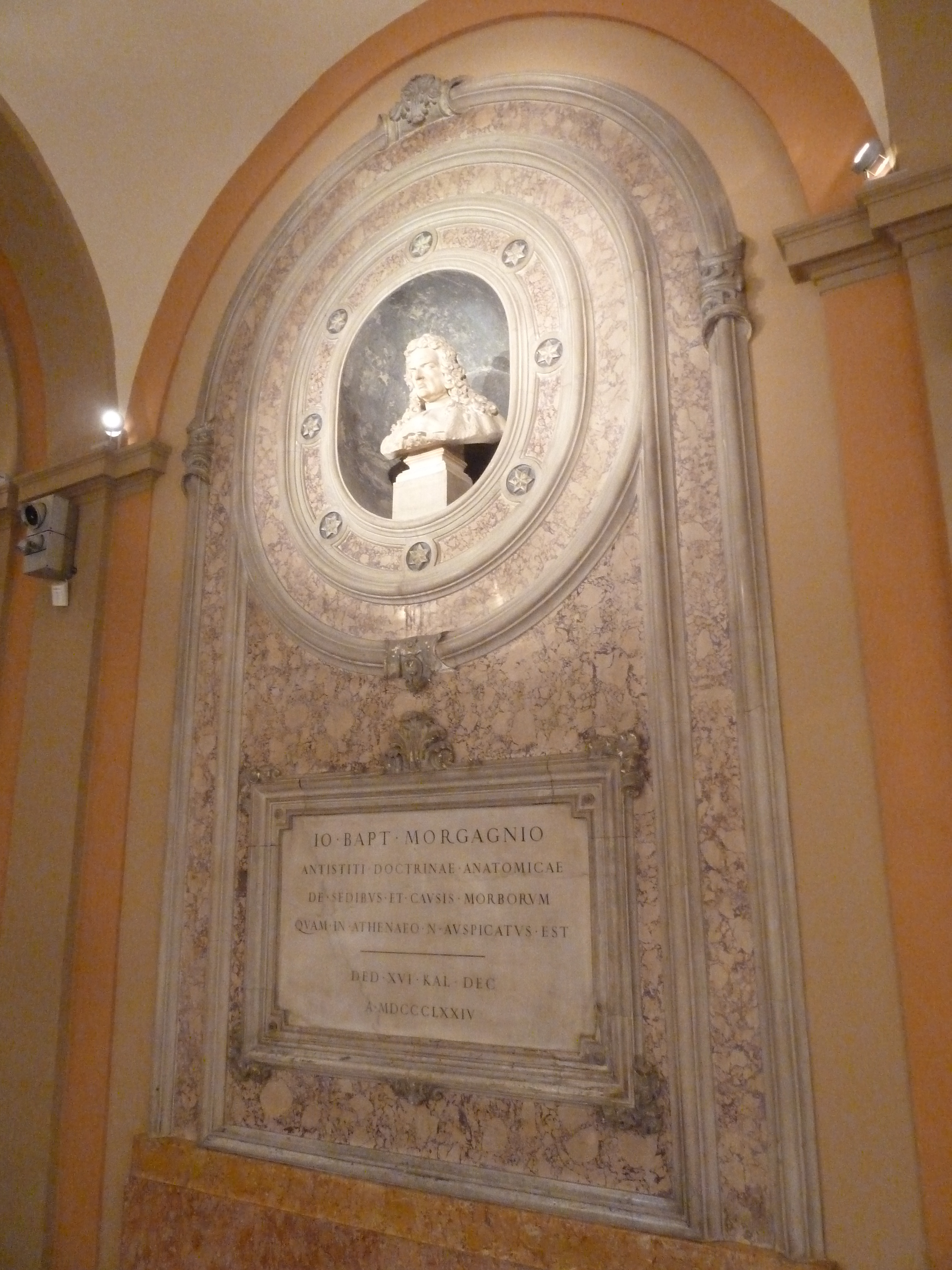
Le mémorial en l'honneur de Morgagni à l'Université de Bologne (Palazzo Poggi).

Il reste profondément imprégné d'idées médicales du XVIIe siècle comme le mécanisme (iatromécanisme italien, hérité de Galilée). Il sera critiqué sur le fait que la connaissance d'une structure morbide ne conduit pas forcément à la connaissance d'une action morbide. Sa physiologie reste basée sur le schéma d'une théorie humorale intégrant la découverte de la circulation de sang .
Il a relativement peu autopsié les personnes atteintes de fièvres dangereuses, préférant les maladies non infectieuses et chroniques des gens aisés. Il ne propose ni une nouvelle classification des maladies, ni de nouvelles explications pathologiques. Si Morgagni établit le siège anatomique de plusieurs maladies, son approche clinique de la maladie demeure celle d'un ensemble de symptômes.
Au début du XIXe siècle, le De sedibus de Morgagni est considéré par Jean-Nicolas Corvisart comme « un ouvrage admirable » et un « monument de savoir », mais qui ne permet pas de partir de l'expérience clinique. Le rapport anatomie pathologique / clinique de Morgagni reste fondamental, mais l'élément essentiel et directeur doit être la médecine clinique et non l'autopsie.
Ce programme sera réalisé entre autres, par Xavier Bichat (qui passe de la lésion d'organe à la pathologie tissulaire) et surtout par René Laennec qui fonde la méthode anatomoclinique, opérant la synthèse entre l'expérience clinique et le savoir anatomopathologique, avec la distinction plus nette du signe physique et du symptôme.
Selon Jackie Pigeaud, « Avec Morgagni, on reste nécessairement au niveau de l'organisation de matériaux et d'observations ; mais c'est déjà un énorme progrès ».

## Distinctions
- Accademia degli Inquieti (1699) Académie des sciences de l'institut de Bologne.
- Académie des Curieux de la Nature (1708) Leopoldina.
- Société Royale de Londres (1724).
- Académie des Sciences de Paris (1731).
- Académie impériale de Saint-Pétersbourg (1735).
- Académie royale des sciences de Prusse (1754).

## Éponymies
La plupart des appellations « de Morgagni » sont oubliées ou inusitées.

### Anatomie

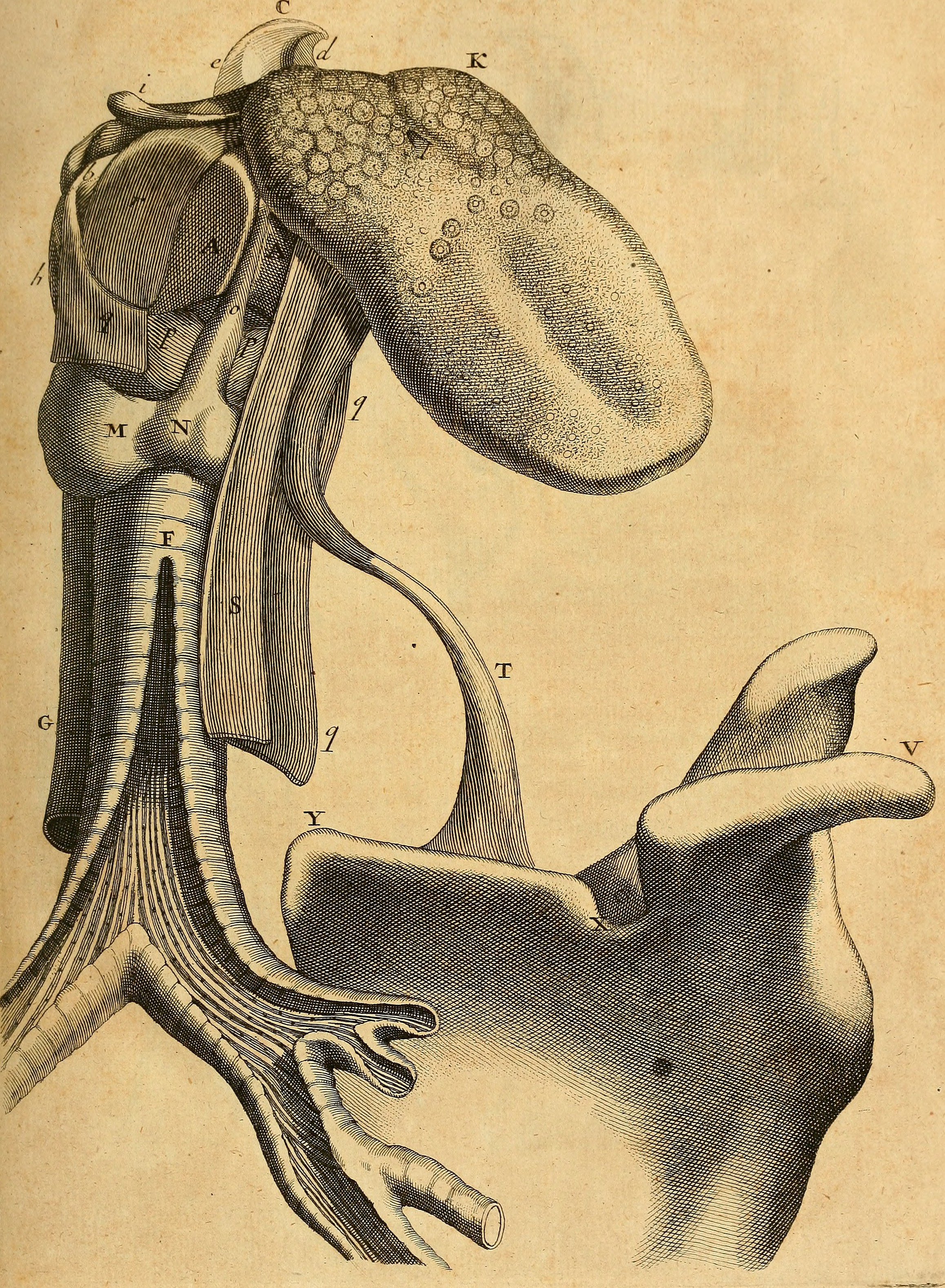
Illustration de Adversaria anatomica omnia, 1723.

- Appendice de Morgagni, ou pyramide de Lalouette : prolongement inconstant à partir du bord supérieur de l'isthme de la thyroïde.
- Appendice du ventricule de Morgagni, sacculus laryngis ou appendis ventriculi laryngis.
- Cartilage de Morgagni, ou cartilage cunéiforme ou cartilage de Wrisberg : cartilage du larynx.
- Colonnes de Morgagni, ou colonnes rectales.
- Foramen de Morgagni, ou hiatus costo-xiphoidien.
- Foramen singulare de Morgagni : orifice du conduit auditif interne où passe un filet nerveux.
- Frein de Morgagni : frein de la valvule iléo-colique.
- Glandes aryténoïdes de Morgagni : un des groupes de glandes laryngées assurant l'humidification de la muqueuse laryngée.
- Humeur de Morgagni : liquide du cristallin.
- Hydatide pédiculé de Morgagni : appendix epididymidis. Voir épididyme.
- Hydatide sessile de Morgagni : appendix testis. Voir testicule.
- Lacunes ou sinus de Morgagni : ou sinus de Haller, dépressions tubulaires de la muqueuse de l'urètre spongieux.
- Nodule de Morgagni : situé au bord libre des valvules sigmoïdes pulmonaires.
- Prolapsus de Morgagni : de la muqueuse du larynx.
- Tubercule de Morgagni : saillie de la margelle du larynx.
- Valvules de Morgagni : valvules semi-lunaires du rectum, valvulæ anales.

### Pathologie
- Cataracte de Morgagni, ou cataracte hypermûre avec déshydratation et atrophie du cristallin.
- Endocrinose hyperostosique de Morgagni-Pende ou syndrome de Morgagni-Morel ou syndrome de Morgagni-Henschen : hyperostose frontale interne avec céphalées (liées à un adénome hypophysaire).
- Globules de Morgagni : globules du cristallin observés dans la cataracte.
- Hernie de Morgagni : hernie diaphragmatique antérieure.
- Syndrome de Morgagni-Adams-Stockes : syndrome d'Adams-Stokes.
- Syndrome de Morgagni-Turner-Albright : syndrome de Turner.

## Publications principales
L'œuvre anatomique pure de Morgagni est représentée par ses Adversaria anatomica, contenant de nombreuses illustrations précises, mais aussi un texte au style baroque dont le contenu scientifique se perd en discussions dialectiques avec des amis et des adversaires.
- Adversaria anatomica prima, Bologne, 1706 ; Leyde, 1714.
- Nova institutionum medicarum idea, Padoue, 1711 ; traduit en italien, L. Premuda, Padoue, 1982.
- Adversaria anatomica altera et tertia, Padoue, 1717.
- Adversaria anatomica quarta, quinta et sexta, Padoue, 1719.
- Epistolae anatomicae duae novas observationes et animadversiones complectentes, Padoue, 1728.
- Epistolae anatomicae duodeviginti ad scripta pertinentes celeberrimi viri Antonii Mariae Valsalvae, 2 volumes, Venise, 1740.
- De sedibus et causis morborum per anatomen indagatis, 2 volumes, Venise, 1761 ; Padoue 1765 ; traduit en anglais, B. Alexander, Londres, 1769, réimprimé à New-York, 1980 ; en français, Destouet, 3 volumes, Paris 1820-1824 ; en italien, Milan 1823 ; en allemand, M. Michler, Berne 1967, Stuttgart 1967.
- Opuscula miscellanea, Venise, 1763.
- Opera omnia in quinque tomos divisa, Venise, 1764.
- Lettere et consulti inediti, L. Messedaglia, Venise, 1912.
- Epistolae Aemilianae, Forlì, 1931.
- Consulti medici pubblicati da minute inedite, E. Benassi, Bologne, 1935 ; traduit en anglais, S. Jarcho, The clinical consultations of Giambattista Morgagni, Boston, 1984.
- Opera postuma, 5 volumes, Rome, 1964-1977.

Œuvres de Giovanni Battista Morgagni, à la Bibliothèque Nationale de France